# 罗鼓村站
罗鼓村站是一个陇海线上的铁路车站，位于陕西省武功县薛固乡罗鼓村，建于1936年，目前为五等站，邮政编码为712201。目前客运：办理旅客乘降；不办理行李、包裹托运；不办理货运营业。